# سیارک ۱۷۲۸۶
سیارک ۱۷۲۸۶ (به انگلیسی: 17286 Bisei، نامگذاری:2000NB6) هفده هزار و دویست و هشتاد و ششمین سیارک کشف شده‌است که در ۸ ژوئیه ۲۰۰۰ کشف شد.
قدر مطلق سیارک برابر ۱۴.۸ است.